# Вознесенівський узвіз
Вознесéнівський узвíз — дамба вздовж центральної магістралі проспекту Соборного над частково засипаною балкою Капустянський Яр, яка сполучає Олександрівський та Вознесенівський райони міста Запоріжжя. Починається від майдану Академіка Вернадського і закінчується вулицею Дмитра Донцова. Вознесенівський узвіз перетинає шляхопровід з вулицею Перемоги та річку Суха Московка (на межі двох адміністративних міських районів). До Вознесенівського узвозу прилучаються вулиці Першотравнева, Шкільна, Яценка. Протяжність Вознесенівського узвозу становить — 2,1 км.

## Перейменування
Рішенням Запорізької міської ради № 118 від 19 лютого 2016 року Дамба імені Ленінського Комсомолу була перейменована на Вознесенівський узвіз.

## Історія
Первинну назву Дамба імені Ленінського Комсомолу отримала 5 листопада 1962 року. Саме цього дня в Запоріжжі урочисто відкрили дамбу — магістраль, що сполучила старі й нові квартали міста.
Наприкінці 1950-х років стару і нову частини міста з'єднувала трамвайна лінія на сучасній вулиці Яценка. Такий стан справ запоріжці вирішили виправити — для з'єднання частин міста вирішили насипати дамбу і прокласти по ній шлях. Автором проєкту став запорізький архітектор Микола Жаріков. Будівництво було оголошено ударним комсомольським і стало народним. Вже тоді було вирішено, що це ударне будівництво увінчає монумент комсомольцям.
Будівництво магістралі Ленінського Комсомолу (в народі — просто «дамба») було розпочато в березні 1959 році.
Над особливістю будови Запоріжжя в середині XX століття гості міста часто жартували. Мовляв, і не місто зовсім, а місто й півміста, між якими знаходиться ще і село. До початку 1960-х років Запоріжжя дійсно було поділене на дві окремі частини глибокою Капустяноою балкою, в якій насправді тулилися Вознесенівські хати.
З того часу, коли біля Дніпровської ГЕС побудовані перші будинки 6-го селища, Запоріжжя було поділено на дві частини — «стару» і «нову», які розмежовували глинисті кручі Капустяної балки. Саме тоді на балку прибули дві бригади комсомольців на чолі з архітектором М. С. Жаріковим, де на першому етапі робіт були здійснені виміри з теодолітами в руках. Трохи пізніше балка і зовсім пожвавилася. Як писала тоді газета «Запорізька правда»:
|  | В одну з неділь сюди прибули сотні юнаків і дівчат. На питання про те, що вони збираються робити, дружно відповідали, що будувати нову магістраль. |

Інструментами перших будівельників дамби були лопати і тачки — сучасної техніки спочатку бракувало. А ще, як колись дніпробудівці, дамбобудівельники працювали ногами — простуючи дружними колонами трамбували на насипу землю.

Краєвид Вознесенівського узвозу

З травня 1959 року над будівництвом дамби працювало вже 50 самоскидів. Щодня їм доводилося перевозити до 1,5 тис. м³ землі. Її рівняли і ущільнювали вже три бульдозера, скрепер і котки. За порівняно невеликий термін розроблено, перевезено та укладено в спорудження понад 1 млн м³ ґрунту.
Міська влада вирішила завершити будівництво за два роки до зазначеної дати, а саме до 7 листопада 1962 року (ввести в експлуатацію новий шляхопровід до 45-річчя «Жовтневої революції»). Тому восени 1962 року на ударній будові був аврал. Для дострокового завершення робіт асфальтчики видали за робочий день по півтори норми — виклали 900 м² асфальтного полотна замість 600 м². Всього ж на дамбі було заасфальтовано 39 тис. м² шляху, що дорівнювала майже 40 га. І обіцянку будівельники виконали: урочисте відкриття магістралі відбулося 5 листопада 1962 року. Мітинг відкривав перший секретар Запорізького міськвиконкому партії І. В. Бондалетов. Одна лише молодь відпрацювала на будівництві понад 50 тисяч людино-годин. На честь заслуг молодих будівельників у будівництві, на мітингу під час відкриття, новій споруді присвоєно ім'я «дамба Ленінського Комсомолу».
8 січня 1963 року, о 14:00, зі сторони Жовтневої площі у напрямку старої частини міста відкрито тролейбусний рух. З цього дня почав курсувати тролейбусний маршрут № 3 від Трансформаторного заводу (ЗТЗ) до площі Радянської.

## «Тривожна молодість»
На дамбі до 14 квітня 2016 року знаходився пам'ятник «Тривожна молодість», який було відкрито 29 жовтня 1968 року, з нагоди 50-річчя Ленінського Комсомолу. Автором композиції був відомий скульптор в Запоріжжі Микола Соболь. Монумент являв собою бюст комсомольця в будьонівці. У бійця в камені було втілене суворе, але молоде обличчя, рішучий погляд, звернений вперед. Матеріалом для пам'ятника послужив декоративний цемент білого кольору. Висота монумента перевищувала 2,5 метра, а довжина сягала 5 метрів. На стіні позаду (у вигляді прапора) накладними буквами було написано текст відомого комсомольського гімну: У влади орлиною орлят мільйони і нами пишається країна та 1918—1968 роки.
Пам'ятник «Тривожна молодість» неодноразово потрапляв під удари вандалів: його традиційно розмальовували по декілька разів на рік, зазвичай — напередодні комуністичних свят.

## Цікаві факти
- Пам'ятник «Тривожна молодість» у народі мав назву «Фантомас» за подібність з Жаном Маре, який наприкінці 1960-х років з'явився на радянських екранах в зеленій масці[10].
- У радянські часи щодо відсутності рук у монументу запоріжці жартували, що комсомольці у нас без рук, бо руки у них ростуть не з того місця[11].
- Існувала легенда, що коли чеській делегації показували новозбудований об'єкт, то вони запитали — А що ж там, під асфальтом? — «Земля» — здивовано відповіли запоріжці. «А у нас би там були гаражі» — відповів представник чеської делегації[12].
- Біля цього пам'ятника традиційно збиралися «престарілі» комсомольці, щоб відсвяткувати своє фахове свято.

## Демонтаж пам'ятника
21 березня 2016 року, відповідно з розпорядженням № 115 голови Запорізької обласної державної адміністрації, було зобов'язано місцевій владі протягом місяця демонтувати ряд радянських пам'ятників і пам'ятних знаків в Запорізькій області, серед яких був і пам'ятник «Тривожна молодість», який підпадав під декомунізацію.
13 квітня 2016 року розпочалася підготовка до демонтажу пам'ятника «Тривожній молодості», цього дня були демонтовані ордена та літери. Наступного дня основна частина монументу «голова в будьонівці» демонтована з п'єдесталу — об 11:22 була знята краном та завантажена до кузова вантажного автомобіля. До речі, вага «комсомольської голови» сягала 25 тонн. 20 травня 2016 року врешті решт було демонтовано і постамент.
12 січня 2018 року на сайті Запорізької мерії з'явився проєкт рішення, згідно з яким пам'ятник списали з балансу Олександрівської районної адміністрації і продали на вторсировину. Міська влада оцінила пам'ятник «Героїчної молодості» у 432 217,69 гривень.

## Інфраструктура
На Вознесенівському узвозі облаштоване рідкісне в Запоріжжі явище — окрема смуга для громадського транспорту.
Поблизу колишнього пам'ятника «Тривожна молодість» розташований невеликий сквер, трамвайний парк та декілька гуртожитків.
З Вознесенівського узвозу відкривається краєвид на запорізьку телевежу, біля якої знаходиться телецентр, в якому розташоване обласне державне телебачення — UA: Запоріжжя.
Висота дамби дозволяє побачити чимало чого, що з Соборного проспекту приховане будинками. Якщо поглянути праворуч — то дуже добре видно заводи та їх шкоду міському довкіллю. Селище Зелений Яр знаходиться в низині, де часто накопичується забруднене повітря з промислової зони. Ліворуч удалині є можливість побачити острів Хортиця — один із найбільших річкових островів Європи на річці Дніпро.
На межі Олександрівського та Вознесенівського районів Соборний проспект перетинається з вулицею Перемоги, яка півколом охоплює Вознесенівський район, названий на честь колишнього села Вознесенка, яке було тут до моменту злиття із Запоріжжям. Назва збереглася як у пам'яті людській, так і у різних назвах, наприклад — колишній Вознесенівський ринок.
Наприкінці Вознесенівського узвозу розташовувався один з перших у місті Запоріжжя — супермаркет «Billa», який пропрацював з осені 1999 року до 31 липня 2017 року. 7 грудня 2017 року на його місці відкрився п'ятий за рахунком в місті Запоріжжя супермаркет «Varus».
По обидва боки Вознесенівського узвозу на перетині з вулицею Дмитра Донцова встановлені державний прапор України та прапор Запоріжжя.

## Пам'ятник учасникам ліквідації наслідків аварії на Чорнобильській АЕС

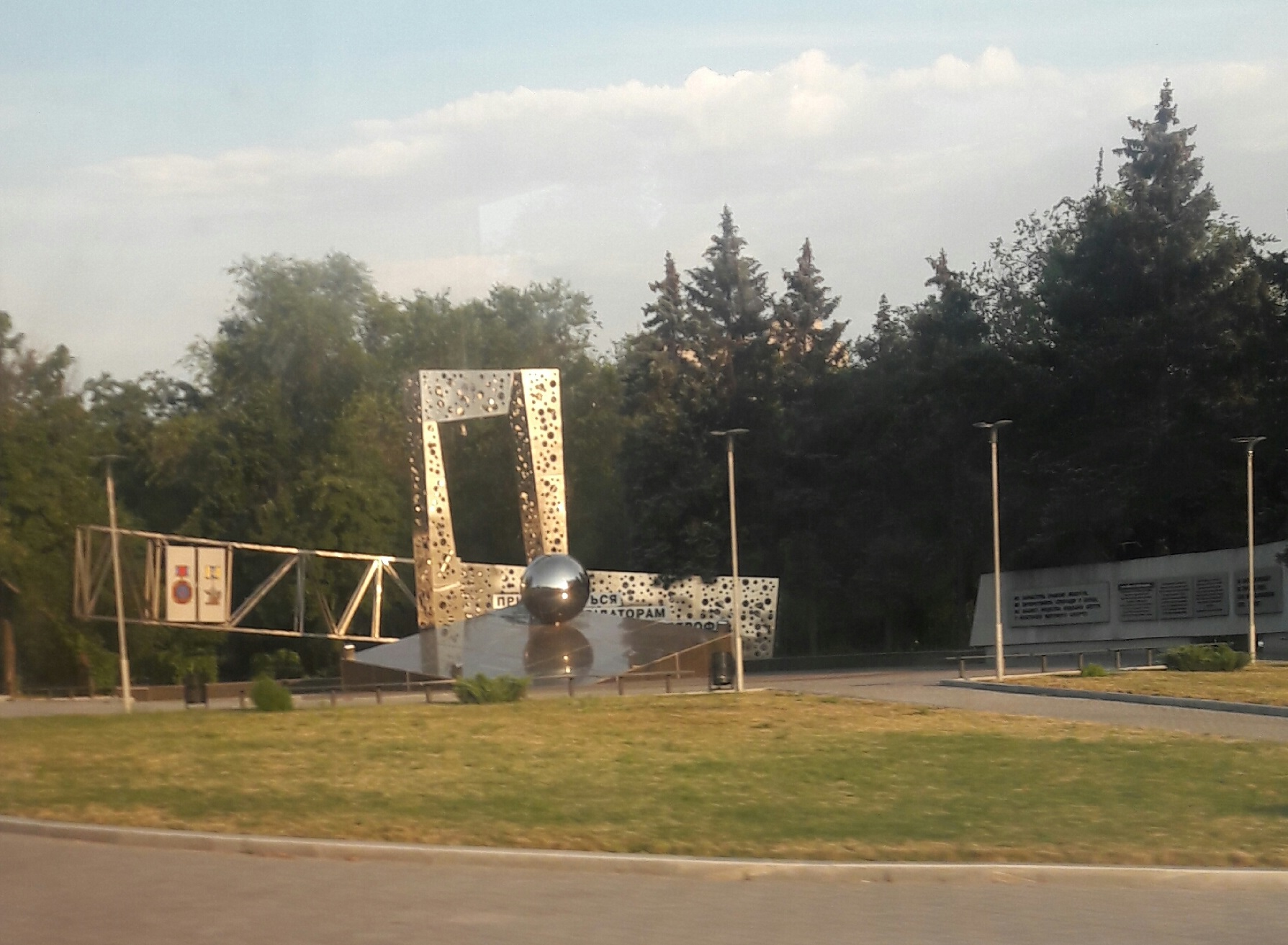
Пам'ятник ліквідаторам аварії на Чорнобильській АЕС

11 вересня 2017 року було розпочато будівництво пам'ятника «чорнобильцям» на Вознесенівському узвозі, замість демонтованої «Тривожною молодості», загальною вартістю 12,4 млн гривень. Благоустроєм території разом зі зведенням пам'ятника займалося ТОВ «Іоліт». Проєкт пам'ятника виконаний архітектурною майстернею Віктора Лукашева. Скульптор пам'ятника — Рубен Оганесян, головний архітектор — Вадим Петренко.
У центрі композиції — дев'ятиметрова розколота металева арка, яка символізує собою тимчасовий портал, що розділяє життя нашої планети на періоди до і після «Чорнобильської катастрофи». Основою для порталу є велика нахилена плита, облицьована темно-сірим гранітом, символ випаленої землі, на якій розміщена куля з нержавіючої сталі. Куля, за задумом авторів проекту, символізує атом, який вийшов з-під контролю, але зупинений. Вся композиція встановлена на майданчику круглої форми — це нагадує про планетарний масштаб катастрофи.
Проєктом було передбачено підсвічування скульптури у темний час доби. Планувалося завершити будівельні роботи до 31 березня 2018 року, але терміни були перенесені. Після цього залишався час на виконання благоустрою, аби 26 квітня 2018 року відбувся мітинг, присвячений 32-й річниці Чорнобильської катастрофи, біля встановленого пам'ятника «Героям Чорнобиля» в оновленому сквері.
26 квітня 2018 року, до 32-ї річниці Чорнобильської катастрофи, у Запоріжжі відбувся мітинг-реквієм, на якому на честь учасників ліквідації наслідків катастрофи на Чорнобильській атомній електростанції пам'ятник було відкрито.

## Галерея

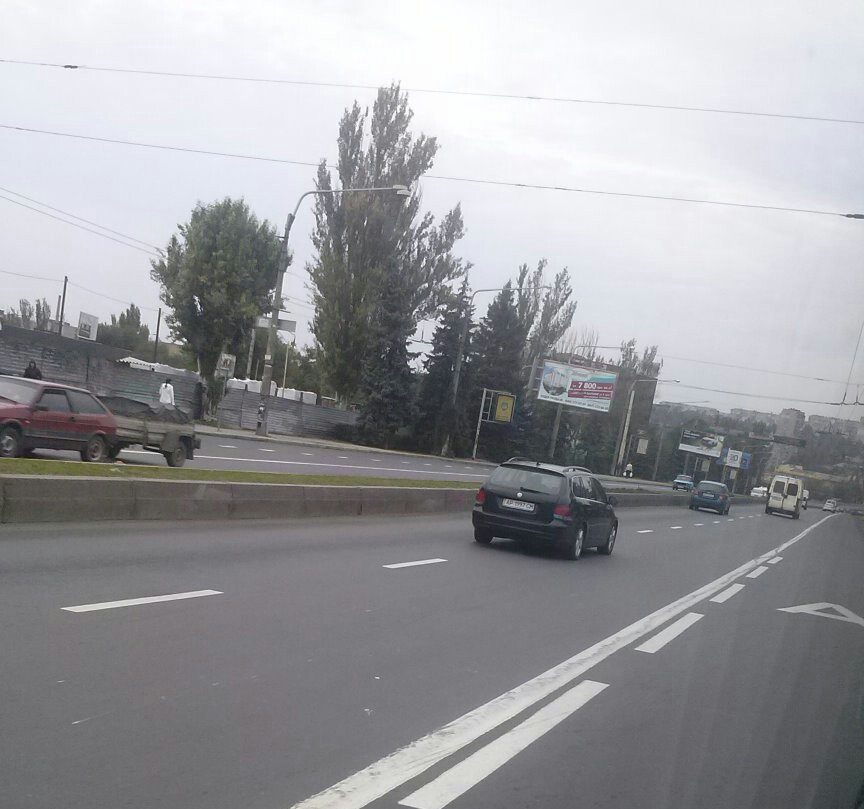
Вознесенівський узвіз
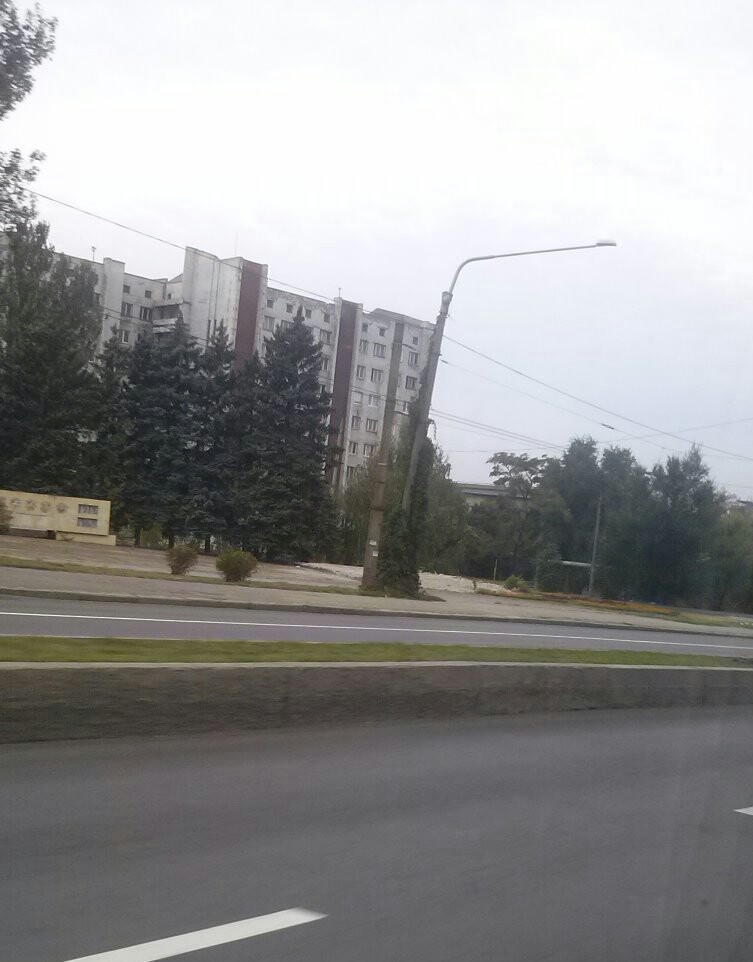
Після демонтажу пам'ятника «Тривожна молодість»
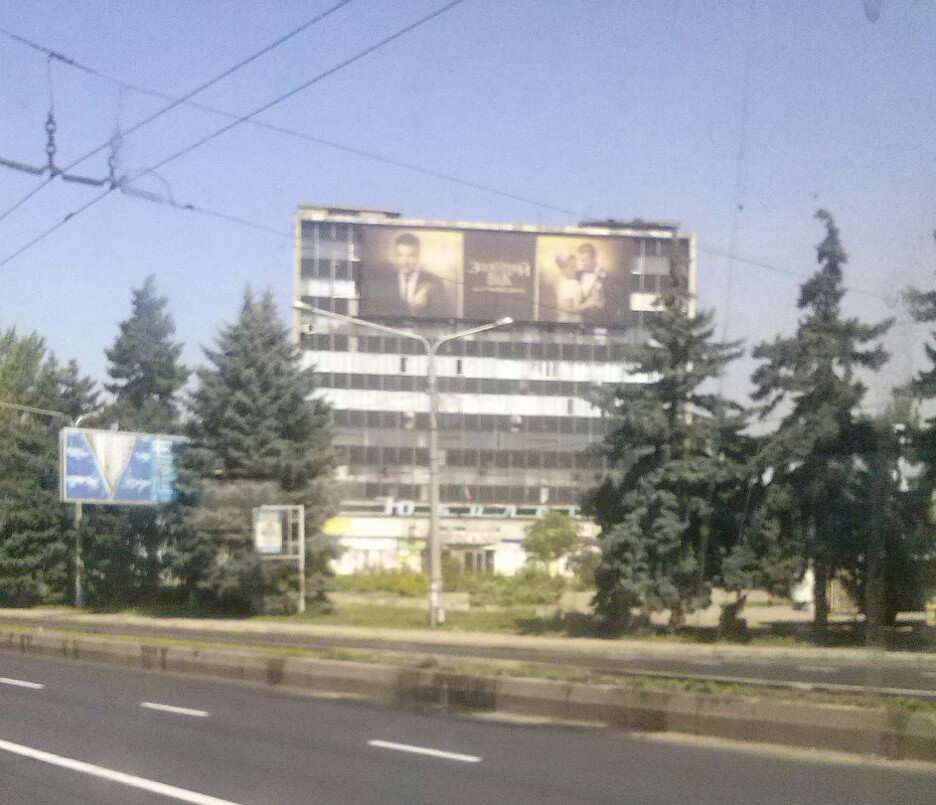
Будинок побуту «Ювілейний» (нині на реконструкції)